# La Chapelle-du-Bois-des-Faulx
Chapelle-du-Bois-des-Faulx – miejscowość i gmina we Francji, w regionie Normandia, w departamencie Eure.
Według danych na rok 1990 gminę zamieszkiwało 410 osób, a gęstość zaludnienia wynosiła 94 osoby/km² (wśród 1421 gmin Górnej Normandii Chapelle-du-Bois-des-Faulx plasuje się na 523. miejscu pod względem liczby ludności, natomiast pod względem powierzchni na miejscu 739.).